# Nantong Zhongnan International Plaza
Das Nantong Zhongnan International Plaza (chinesisch 南通中南国际广场, Pinyin Nántōng Zhōngnán Guójì Guǎngchǎng) ist mit 273 Metern, 53 Etagen und zwei Tiefgeschossen der höchste Wolkenkratzer der Stadt Nantong in der chinesischen Provinz Jiangsu; er steht im Stadtbezirk Chongchuan. Baubeginn war 2008, fertiggestellt wurde das Gebäude im Jahr 2011.
Mit einer Nutzfläche von 118.732 m² und der Bauform gilt das Hochhaus als Wahrzeichen der Stadt Nantong und wird in der Liste Exzellente Bauwerke genannt. Die Gesamte Grundstücksfläche beträgt 2.100 Hektar.
Geplant und gebaut wurde das Hochhaus durch die Zhongnan Group, ein Mischkonzern mit zahlreichen Unternehmen in der Bau- und Industriebranche. Zhongnan Gruppe hat ihren Hauptsitz in Hangzhou, China.